# Muleby

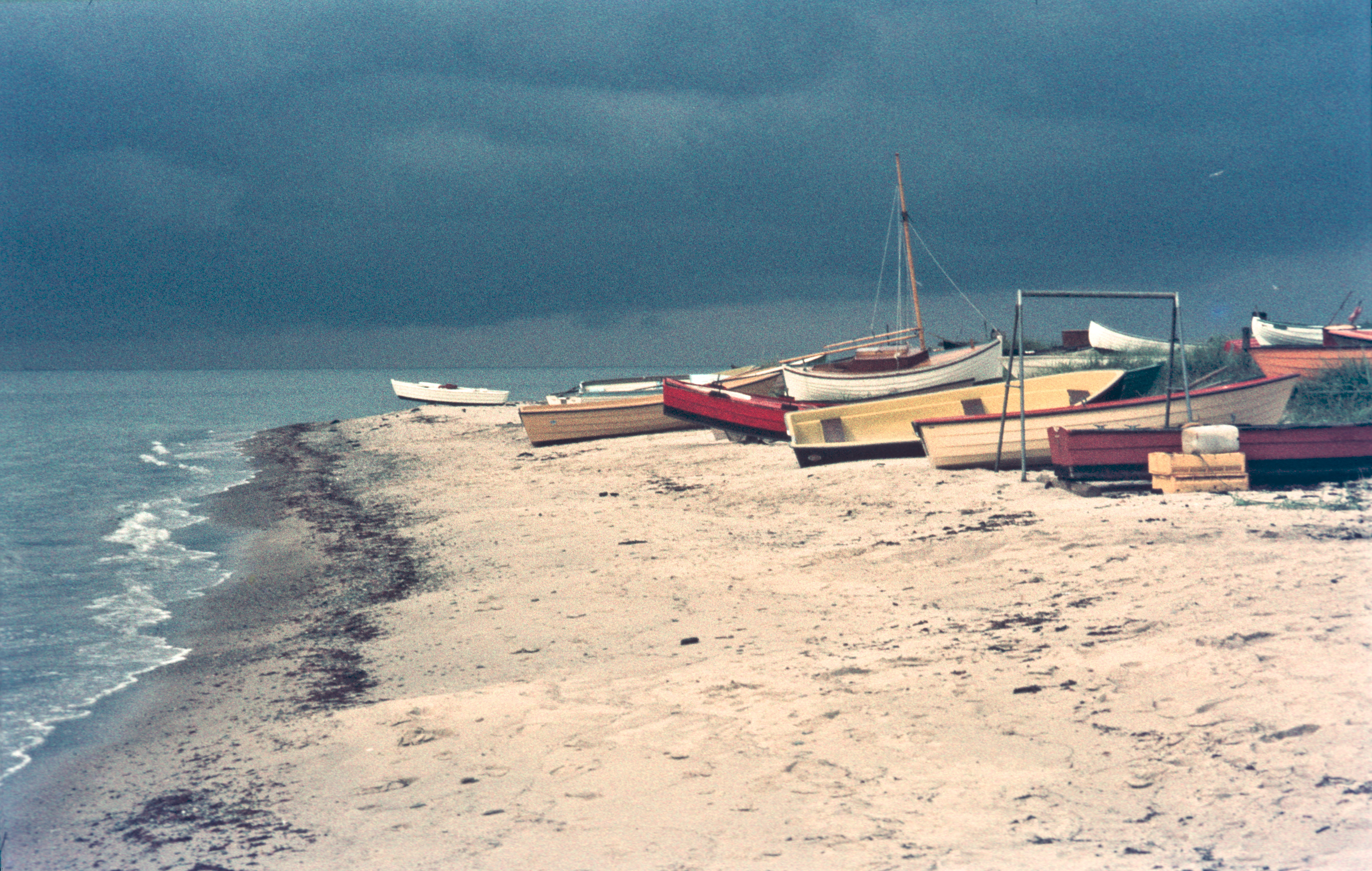
Der Strand bei Sorthat-Muleby, 1983

Muleby ist eine Ortschaft im zusammengewachsenen Besiedlungsgebiet Sorthat-Muleby auf der dänischen Ostseeinsel Bornholm. Das Besiedlungsgebiet mit 496 Einwohnern (Stand 1. Januar 2023) liegt im Kirchspiel Nyker (Nyker Sogn), das bis 1970 zur Harde Vester Herred im damaligen Bornholms Amt gehörte. Mit der Auflösung der Hardenstruktur wurde das Kirchspiel in die Kommune Hasle aufgenommen, die Kommune wiederum ging nach einer Volksentscheidung zum 1. Januar 2003 mit anderen Kommunen in der Regionskommune Bornholm auf. Zwischen 2003 und 2007 war diese kreisfrei, seit dem 1. Januar 2007 gehört sie zur Region Hovedstaden.
Sorthat-Muleby liegt etwa fünf Kilometer nördlich von Rønne und circa drei Kilometer südlich von Hasle an Bornholms Westküste.

## Industrie
Im Ort bestand von 1843 bis etwa 1997 die Hasle Klinker- og Chamottestensfabrik, die in den 1950er-Jahren mit bis zu 1200 Beschäftigten der größte Arbeitgeber Bornholms war.